# Marlene Ahrens
Marlene Ahrens Ostertag (Concepción, 1933. július 27. – Santiago de Chile, 2020. június 17.) olimpiai ezüstérmes chilei atléta, gerelyhajító.

## Pályafutása
1933. július 27-én született a chilei Concepciónban német bevándorlók gyermekekként. Az 1956-os melbourne-i olimpián a chilei küldöttség zászlóvivője és a csapat egyetlen női tagja volt. Gerelyhajításban 50,38 méteres eredménnyel ezüstérmet szerzett. Ezzel ő lett az első és egyetlen chilei nő, aki olimpiai érmet nyert. Az 1960-as római olimpián ismét a csapat zászlóvivője volt és gerelyhajításban a 11. helyen végzett. 1959-ben és 1963-ban is aranyérmet szerzett a pánamerikai játékokon. Az 1964-as tokiói olimpián eltiltás miatt nem vehetett részt és emiatt visszavonult a versenyzéstől. Az eltiltást annak köszönhette, hogy még 1959-ben panaszt nyújtott be Alberto Labra vezető ellen, őt és két másik sportolót ért szexuális zaklatás miatt. A Chilei Olimpiai Bizottság arra kérte a sportolókat, hogy ne nyújtsák be a panaszt, de amikor Ahrens folytatta az eljárást, úgy döntöttek, hogy titokban tartják az esetet. 1963-ban Labra a Chilei Olimpiai Bizottság elnöke lett, és felfüggesztette az 1964-es játékok előtti hónapokban.

## Sikerei, díjai
- Olimpiai játékok – gerelyhajítás
  - ezüstérmes: 1956, Melbourne
- Pánamerikai játékok – gerelyhajítás
  - aranyérmes (2): 1959, Chicago, 1963, São Paulo